# 413 (číslo)
Čtyři sta třináct je přirozené číslo. Následuje po číslu čtyři sta dvanáct a předchází číslu čtyři sta čtrnáct. Římskými číslicemi se zapisuje CDXIII a řeckými číslicemi υιγ.

## Matematika
413 je:
- Deficientní číslo
- Složené číslo
- Liché číslo
- Nešťastné číslo

## Astronomie
- (413) Edburga je planetka hlavního pásu, kterou objevil v roce 1896 Max Wolf

## Roky
- 413
- 413 př. n. l.